# Wang Gang

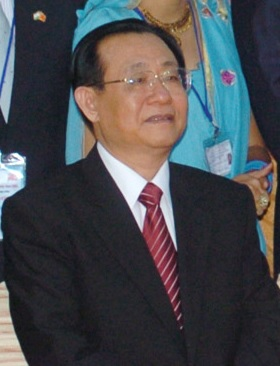
Wang Gang

Wang Gang (chinesisch 王刚; * Oktober 1942 in Fuyu, Provinz Jilin) ist ein chinesischer kommunistischer Politiker.

## Studium und berufliche Laufbahn in der Parteiverwaltung
Wang absolvierte von 1962 bis 1967 ein Studium der Philosophie an der Universität von Jilin. Nach dem Abschluss des Studiums im September 1967 war er noch fast ein Jahr an der Universität tätig, ehe er 1968 seine berufliche Laufbahn als Angestellter der Abteilung für Öffentlichkeitsarbeit im Ministerium für Bauwesen begann. Im Juni 1971 wurde er Mitglied der Kommunistischen Partei Chinas (KPCh).
1977 erfolgte seine Ernennung zum Sekretär der Hauptabteilung im Parteikomitee des Uigurischen Autonomen Gebietes Xinjiang. Von dort wechselte er 1981 als Sekretär im Range eines Abteilungsdirektors in das Büro für Taiwan-Angelegenheiten im Zentralkomitee (ZK). Anschließend war er von 1985 bis 1987 Stellvertretender Generaldirektor der Abteilung für Kommunikation der Hauptabteilung des ZK. Von 1986 bis 1987 war er zusätzlich Stellvertretender Generaldirektor der Abteilung Kommunikation der Hauptabteilung des Staatsrates. 1987 bis 1990 war er jeweils Erster Stellvertretender Generaldirektor dieser Abteilungen.
1990 wurde Wang Erster Stellvertretender Generaldirektor des Zentralarchivs sowie Sekretär der Hauptabteilung für das Zentralarchiv im ZK der KPCh.
Anschließend war er von 1993 bis 1999 Direktor des Zentralarchivs sowie zusätzlich von 1993 bis 1994 Direktor des Büros des Staatsarchivs. Von 1994 bis 1999 war er zudem Generaldirektor des Büros des Staatsarchivs und Stellvertretender Direktor der Hauptabteilung des ZK. Auf dem 15. Parteitag der KPCh 1997 wurde er zum Kandidaten des ZK gewählt.

## Aufstieg zum Mitglied des Politbüros
1999 erfolgte seine Ernennung zum Direktor der Hauptabteilung des ZK sowie zugleich zum Sekretär des Arbeitskomitees für Organe im ZK.
Als solcher wurde er auf dem 16. Parteitag der KPCh 2002 zum Mitglied des ZK der KPCh, zum Kandidaten des Politbüros des ZK und zugleich zum Mitglied des Sekretariats des ZK gewählt. Auf dem 17. Parteitag der KPCh 2007 wurde er zum Mitglied des Politbüros gewählt. Weiters ist er seit 2008 stellvertretender Vorsitzender der Politische Konsultativkonferenz des chinesischen Volkes. In diesen Funktionen gehörte Wang dem erweiterten Kreis der Parteiführung an. Im November 2012 schied er im Rahmen des 18. Parteitages aus Altersgründen aus allen Funktionen aus.